# Бирнаду
Бирнаду (рум. Bârnadu) — село у повіті Нямц в Румунії. Входить до складу комуни Біказ-Кей.
Село розташоване на відстані 267 км на північ від Бухареста, 42 км на захід від П'ятра-Нямца, 138 км на захід від Ясс, 131 км на північ від Брашова.

## Населення
За даними перепису населення 2002 року у селі проживали 126 осіб, усі — румуни. Усі жителі села рідною мовою назвали румунську.